# 布兰基尼亚
布兰基尼亚（葡萄牙語：Branquinha）是巴西阿拉戈斯州的一个市镇。总面积191平方公里，总人口12874人，人口密度67.4人/平方公里。